# Liptena latruncularia
Liptena latruncularia är en fjärilsart som beskrevs av Holland 1890. Liptena latruncularia ingår i släktet Liptena och familjen juvelvingar. Inga underarter finns listade i Catalogue of Life.